# Clypastraea fuscum
Sacium fuscum là một loài bọ cánh cứng trong họ Corylophidae. Loài này được Harold miêu tả khoa học đầu tiên năm 1875.